# ETIN
Die eTIN (Electronic Taxpayer Identification Number oder elektronische Transfer-Identifikations-Nummer) ist anstelle der vom Bundeszentralamt für Steuern vergebenen steuerlichen Identifikationsnummer (Steuer-ID) eine vom Arbeitgeber zu bildende lohnsteuerliche Identifikationsnummer für die Datenübermittlung an das für die Einkommensteuer des Arbeitnehmers zuständige Finanzamt. Rechtsgrundlage ist § 41b Abs. 2 EStG.
Mit dem Gesetz zur weiteren steuerlichen Förderung der Elektromobilität und zur Änderung weiterer steuerlicher Vorschriften (BGBl. I 2019, S. 2451) wurde die Abschaffung der eTIN mit dem Ende des Veranlagungszeitraums 2022 beschlossen. Für die elektronische Übermittlung von Lohnsteuerbescheinigungen nach § 41b Absatz 1 Satz 2 EStG ist daher ab dem Veranlagungszeitraum 2023 zwingend die Angabe einer steuerlichen Identifikationsnummer notwendig (BMF-Schreiben vom 23.01.2024 - IV C 5 - S 2295/21/10001 :001).

## Bedeutung
Die Einführung der eTIN wurde im Zusammenhang mit der elektronischen Steuererklärung ELSTER notwendig. Für die Datenfernübertragung der Lohndaten an das Finanzamt ist ein lohnsteuerliches Ordnungsmerkmal erforderlich.
Dazu hat der Arbeitgeber nach amtlich festgelegten Regeln aus dem Namen, Vornamen und Geburtsdatum des Arbeitnehmers hilfsweise die eTIN zu bilden und zu verwenden, wenn dem Arbeitgeber die steuerliche Identifikationsnummer (§ 139b AO) des Arbeitnehmers nicht bekannt ist. Sie wird – anders als die Steuernummern in den einzelnen Bundesländern – bundesweit einheitlich gebildet. Das bisherige Steuernummernsystem wird vorerst beibehalten und parallel verwendet.
Die eTIN wird heute (2019) praktisch nur noch bei im Inland nicht meldepflichtigen, beschränkt steuerpflichtigen Arbeitnehmern verwendet, denen aber künftig auch eine steuerliche Identifikationsnummer zugeteilt werden soll.
Einer eTIN bedarf es nicht im Fall der Lohnsteuerpauschalierung (§ 41b Abs. 6 EStG).

## Aufbau
Die eTIN ist ein 14-stelliger Code, der aus den persönlichen Daten Name, Vorname und Geburtsdatum gebildet wird, und besteht aus den Großbuchstaben A bis Z sowie den Ziffern 0 bis 9. Solange sich die persönlichen Daten, z. B. durch eine Namensänderung im Rahmen einer Eheschließung, nicht ändern, behält die eTIN ihre Gültigkeit, ansonsten muss sie an den geänderten Namen angepasst werden.

### Zulässige Zeichen
Die eTIN verwendet nur die Großbuchstaben A–Z und die Ziffern 0–9. Deswegen müssen Vor- und Nachname ggf. zuerst umkodiert werden: In zusammengesetzten Vor- oder Nachnamen fallen Trennzeichen wie „-“ (Bindestrich) oder „ “ (Leerzeichen) weg; die Zeichenfolge „SCH“ wird durch „Y“ ersetzt, „ß“ durch „SS“, „Ä“ und „Æ“ jeweils durch „AE“, „Ö“ und „Œ“ jeweils durch „OE“, „Ü“ durch „UE“; bei Zeichen, die ein Diakritikum wie Akut, Gravis, Zirkumflex, Tilde, Ringakzent, Cedille, Trema (außer bei deutschen Umlauten), Schrägstrich oder Hatschek enthalten, wird dieses Zeichen durch den Basisbuchstaben ersetzt, also z. B. aus „ê“, „é“, „è“ und „ë“ wird jeweils „E“.
Als Vokale sind für dieses Verfahren lediglich die Buchstaben „A“, „E“, „I“, „O“ und „U“ vorgesehen. Das „Y“ wird als Konsonant, Umlaute werden als zwei Vokale („AE“, „OE“, „UE“) gewertet.

### Zusammensetzung
1. – 4. Stelledie ersten vier Konsonanten des Nachnamens. Namenszusätze wie „de“, „von“ und „zu“ werden dabei nicht berücksichtigt.
5. – 8. Stelledie ersten vier Konsonanten des Vornamens.
Wenn die Namen nicht genügend Konsonanten enthalten, werden die Vokale verwendet, und zwar von hinten nach vorne. Bei Namen mit weniger als vier Buchstaben – z. B. auch infolge der Umwandlung von „SCH“ in „Y“ – werden die verbleibenden Leerstellen mit „X“ aufgefüllt.
9. – 10. StelleGeburtsjahr (die letzten zwei Ziffern, z. B. „79“ bei 1979; „00“, wenn das Geburtsjahr unbekannt ist)
11. StelleGeburtsmonat als Buchstabe (Januar = „A“ bis Dezember = „L“; „A“ wenn der Geburtsmonat unbekannt ist)
12. – 13. StelleGeburtstag („01“, wenn der Geburtstag unbekannt ist)
14. StelleBuchstabe als Prüfziffer

### Beispiele für die Zusammensetzung der eTIN
1. Beispiel
  - Familienname Klein
  - Vorname Ute
  - Geburtsdatum 20. Mai 1978
  - Bildung der eTIN KLNI TEUX 78 E 20 F
  - Erläuterung: Der Vorname „Ute“ besteht nur aus drei Buchstaben: zuerst der einzige Konsonant „T“, dann die Vokale von hinten nach vorne, „E“ und „U“; die fehlende vierte Stelle wird mit „X“ aufgefüllt.
  - eTIN KLNITEUX78E20F
2. Beispiel
  - Familienname Müller
  - Vorname Hans-Peter
  - Geburtsdatum 5. Oktober 1953
  - Bildung der eTIN MLLR HNSP 53 J 05 B
  - Erläuterung: Beim Vornamen wird der Bindestrich nicht beachtet, „Hans-Peter“ und „Hanspeter“ führen zu derselben eTIN.
  - eTIN MLLRHNSP53J05B
3. Beispiel
  - Familienname von Bähr
  - Vorname Kai-Uwe
  - Geburtsdatum 1. Februar 1950
  - Bildung der eTIN BHRE KWEU 50 B 01 H
  - Erläuterung: Beim Zählen der Vokale von hinten wird bei Umlauten zuerst das „E“ und erst danach „A“, „O“ oder „U“ verwendet. So ist anhand von „BHRE“ nicht erkennbar, ob der Nachname „Behr“, „Bähr“, „Böhr“ oder „Bühr“ heißt (Namenszusätze wie „von“ und „zu“ fließen sowieso nicht in die eTIN ein). Auch hier wird der zusammengesetzte Vorname „Kai-Uwe“ wie ein einziger Vorname „Kaiuwe“ behandelt.
  - eTIN BHREKWEU50B01H

## Eindeutigkeit
Die Berechnungsmethode der eTIN schließt nicht aus, dass verschiedene Personen dieselbe eTIN bekommen. Da es aber hinreichend unwahrscheinlich ist, dass zufällig zwei verschiedene Personen mit derselben eTIN in die Zuständigkeit desselben Finanzamts fallen, ist dies für die mit der eTIN verfolgten Zwecke hinnehmbar. Mehrfachvergaben wie bei der Steuer-Id. sind nicht dokumentiert.